# Ceppaloni
Ceppaloni là một đô thị ở tỉnh Benevento trong vùng Campania của Ý, có vị trí khoảng 50 km về phía đông bắc của Napoli và khoảng 9 km về phía nam của Benevento. Tại thời điểm ngày 31 tháng 12 năm 2004, đô thị này có dân số 3.422 người và diện tích là 23,7 km².
Đô thị Ceppaloni có các frazioni (đơn vị cấp dưới, chủ yếu là các làng) Arpaise, Beltiglio di Ceppaloni, Ripabianca Tressanti, San Giovanni di Ceppaloni, và Terranova d'Arpaise.
Ceppaloni giáp các đô thị: Altavilla Irpina, Apollosa, Arpaise, Chianche, Montesarchio, Roccabascerana, San Leucio del Sannio, San Nicola Manfredi, Sant'Angelo a Cupolo.
Ceppaloni là nơi sinh nhà chính trị Ý Clemente Mastella